# Micrurus narduccii
Micrurus narduccii es una especie de serpiente venenosa de la familia de las corales (Elapidae). Se distribuye por las regiones amazónicas de Ecuador, Perú, sur de Colombia, noroeste de Brasil y norte de Bolivia. Es una serpiente terrestre que habita en selvas tropicales primarias y secundarias entre los 100 y los 1500 metros de altitud.
Su dorso es completamente negro aparte de una banda naranja en la zona del cuello y parte posterior de la cabeza y de otra en la cola. Su vientre es negro y está cubierta por manchas grandes circulares naranjas o amarillas. Es una especie ovípara.